# セティボス (衛星)
セティボスまたはセテボス (Uranus XIX Setebos) は、天王星の第19衛星である。天王星の衛星の中ではほぼ最外縁を周っており、これより遠ざかる衛星はファーディナンドのみである。

## 発見と命名

### 発見報告と確定
セティボスは、1999年7月18日にジョン・J・カヴェラーズらによってカナダ・フランス・ハワイ望遠鏡を用いた観測によって発見された。この時の観測では、別の天王星の衛星ステファノー (発見時の仮符号は S/1999 U 2) も発見されており、さらに同日にプロスペロー (S/1999 U 3) も発見されている。発見は7月27日に国際天文学連合のサーキュラーで公表され S/1999 U 1 という仮符号が与えられたが、この段階では確実に天王星の衛星であるという確証は得られず、ケンタウルス族の天体だとしても観測された位置を説明することができた。しかし天王星の見かけの動きと似たケンタウルス族天体はそれまで発見されていなかったため、S/1999 U 2 と共に天王星の衛星である可能性は高いとされた。
発見報告後も継続的に観測が行われ、2000年には S/1999 U 2 と共に天王星の衛星であることが確実視された。

### 命名
最終的に軌道が確定したことを受け、2000年8月21日にウィリアム・シェイクスピアの戯曲『テンペスト』に登場する人物に因んで命名され、Uranus XIX という確定番号が与えられた。

### 名称の由来
セティボスという名前は、ウィリアム・シェイクスピアの戯曲『テンペスト』に登場する怪物キャリバンと母である魔女シコラクス、その母子の信仰する神セティボスにちなんで付けられた。題材となった『テンペスト』では、母のシコラクスからして息子キャリバンや主人公のプロスペロー等、数人の登場人物の口からしか出て来ない故人であり、その神セティボスに至ってはキャリバンの台詞のみ、それも数度しか出てこない。
なお、ウンブリエルには同じくセティボスに因んで命名された同名のクレーターが存在するが、そちらは綴りが Setibos と異なる。

## 特徴
セティボスの軌道要素はシコラクスとプロスペローと類似しており、同じ力学的な集団に属していると考えられる。従って軌道要素の観点からは、これらの衛星は共通の起源を持つことが示唆される。しかし観測されている表面の色には違いが見られ、色の観点からは異なる起源を持つ可能性もあるとされる。セティボスの色指数は B-V = 0.77、R-V = 0.35 と可視光では中間的 (灰色) でプロスペローとは似ているが、淡い赤色を示すシコラクスとは似ていない。